# Лорі Каннінгем
Ло́ренс Пол «Ло́рі» Ка́ннінгем (англ. Laurence Paul "Laurie" Cunningham; 8 березня 1956, Лондон — 15 липня 1989, Мадрид) — англійський футболіст, що грав на позиції півзахисника.
Виступав, зокрема, за «Реал Мадрид», «Манчестер Юнайтед» та «Марсель», а також національну збірну Англії. Перший чорношкірий гравець, що виступав за молодіжну збірну Англії.

## Клубна кар'єра
Каннінгем народився в районі Арчвей в боро Лондона Іслінгтон. Не підійшовши «Арсеналу», він почав свою професійну кар'єру в «Лейтон Орієнті» у 1974 році, в якому провів три сезони, взявши участь у 75 матчах Другого дивізіону.
У 1977 році він приєднався до «Вест Бромвіч Альбіона», де виступав разом з іншими чорношкірими гравцями — з Сіріллом Ріджісом під керівництвом головного тренера Джонні Джайлза, і в наступному сезоні також з Брендоном Бетсоном під проводом Рона Аткінсона. Це був лише другий клуб в історії вищого англійського дивізіону, в складі якого одночасно на полі виступали три чорношкірих гравця (першим був «Вест Гем Юнайтед», за який у квітні 1972 року в матчі з «Тоттенгем Готспур» зіграли Клайд Бест, Клайв Чарльз і Аді Коукер).
Влітку 1979 року був куплений у «Вест Бромвіч Альбіону» за 950 тис. фунтів стерлінгів мадридським «Реалом», ставши першим британським гравцем у складі клубу. Він двічі забив у дебютному матчі і допоміг виграти «Реалу» золотий дубль — чемпіонат і кубок країни. У наступному сезоні Каннінгем набрав хорошу форму, забиваючи на ранніх стадіях Кубка європейських чемпіонів 1980/81, але пізніше отримав травму, зламавши палець ноги, що вимагало операцію. Відновився лише до фіналу Кубка європейських чемпіонів проти «Ліверпуля», програного «Реалом» з рахунком 1:0, і хоча не встиг набрати колишньої форми, відіграв матч повністю.

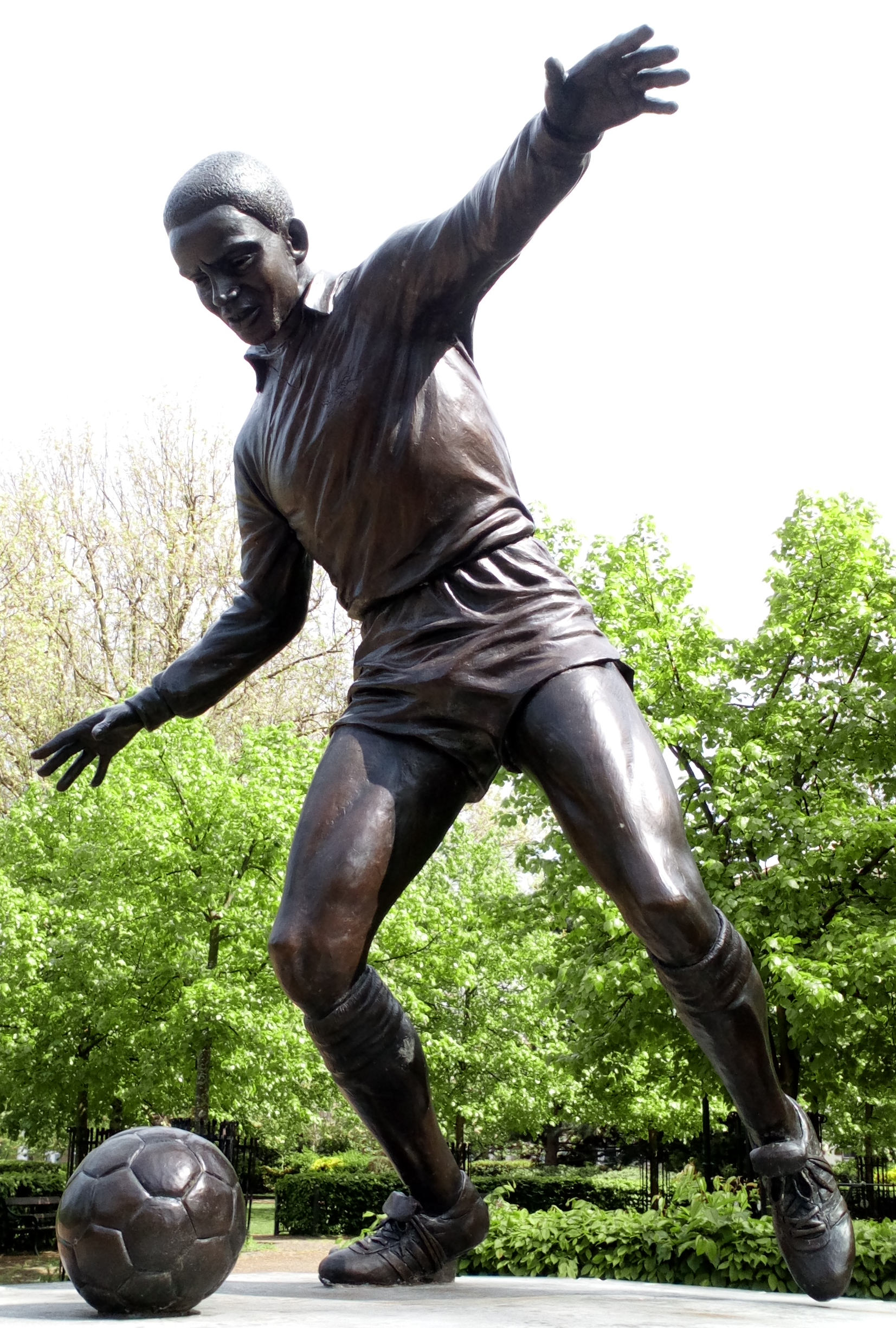
Статуя Каннінгема біля стадіону «Брісбен Роуд».

В ході передсезонної підготовки до сезону 1981/82 проблеми з травмами продовжилися, отримане ушкодження стегна змусило майже повністю пропустити сезон — тільки три безгольових виходи в матчах чемпіонату. Найбільш значущою його появою було протистояння з «Кайзерслаутерном» у чвертьфіналі Кубка УЄФА. У першому матчі Лорі показав чудову гру і забив гол, а «Реал Мадрид» виграв з рахунком 3-1. Проте в матчі-відповіді він був вилучений за відмашку незадовго до перерви і «Реал Мадрид» був розгромлений «Кайзерслаутерном» з рахунком 5:0, що стало найбільшою поразкою в історії виступів «Реала» в європейських турнірах. У тому ж сезоні він виграв свій другий Кубок Іспанії, де зіграв у фінальному матчі з хіхонським «Спортингом», в якому «Реал Мадрид» був сильнішим з рахунком 2-1.
До сезону 1982/83 «Реал Мадрид» підписав голландця Джона Метгода і німця Улі Штіліке, і оскільки в той час в Іспанії на полі одночасно дозволялося знаходитись лише двом іноземцям, Каннінгем провів більшу частину сезону на лавці запасних, поки в квітні 1983 року не відправився в короткострокову оренду у «Манчестер Юнайтед», де возз'єднався з Роном Аткінсоном. Після цього сезону покинув «Реал Мадрид», відправившись в оренду в «Спортінг Хіхон», а в подальшому перейшовши на постійній основі в «Марсель». Пробувши у Франції один сезон 1984/85, повернувся в Англію і приєднався до «Лестер Сіті», де відіграв лише половину сезону через травму. По закінченню сезону 1985/86 повернувся в Іспанію, щоб виступати за «Райо Вальєкано» у Сегунді.
У сезоні 1987/88 Каннінгем перейшов в бельгійський клуб «Шарлеруа», але знову травмувався, і з початком нового 1988 року повернувся в Англію, уклавши короткостроковий контракт з «Вімблдоном», якому допоміг завоювати Кубок Англії у фінальному матчі з «Ліверпулем». У сезоні 1988/89 повернувся в «Райо Вальєкано», якому допоміг піднятися в Прімеру, забивши вирішальний гол. Тим не менше знову в елітному іспанському дивізіоні зіграти не встиг, оскільки в міжсезоння загинув в автомобільній катастрофі 15 липня 1989 року у віці 33 років. У нього залишилися дружина і син.
У 2004 році «Вест Бромвіч Альбіон» на честь свого 125-річчя проводив опитування, за підсумками якого Лорі Каннінгем був названий в числі 16 найбільших гравців клубу.

## Виступи за збірні
Виступаючи за «Вест Бромвіч Альбіон» він привернув до себе увагу, і був запрошений у збірну Англії до 21 року на товариський матч з Шотландією 27 квітня 1977 року, де дебютував і став при цьому першим чорношкірим гравцем у складі молодіжної збірної країни в її історії, а також забив гол. На молодіжному рівні зіграв у 6 офіційних матчах, забив 1 гол.
За головну збірну країни Каннінгем вперше виступив в 1979 році в матчі проти збірної Уельсу на домашньому чемпіонаті Великої Британії. Незважаючи на успіхи в «Реалі», тренер збірної Англії Рон Грінвуд залишив його поза заявки на чемпіонат Європи 1980 року.

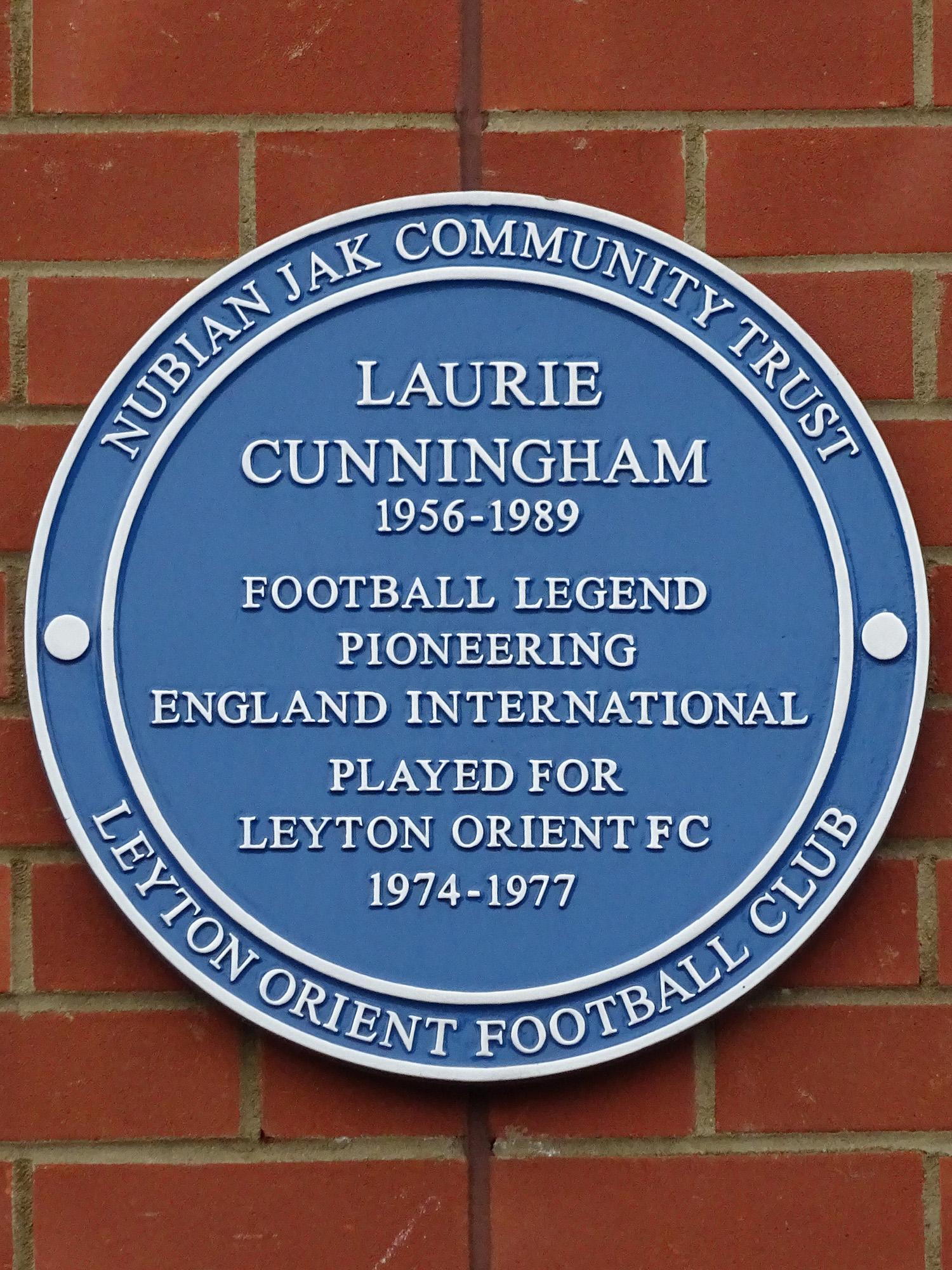
Блакитна дошка Каннінгема біля стадіону «Брісбен Роуд».

Після початку сезону 1980/81 з «Реал Мадридом», Каннінгем був знову викликаний в збірну Англії на кваліфікаційні матчі до чемпіонату світу 1982 року. У матчі з збірною Норвегії, який Англія виграла з розгромним рахунком 4:0, він залишився на лавці запасних. У гостьовому матчі проти збірної Румунії, програному з рахунком 2:1, вийшов на заміну. Як виявилося згодом, це була його остання гра за збірну. У загальній складності за збірну Англії він зіграв в шести іграх.

## Статистика виступів

### Клубна кар'єра[1]
| Клуб                 | Сезон             | Ліга              | Гри | Гол |
| Лейтон Орієнт        | 1974/1975         | Другий дивізіон   | 17  | 1   |
| Лейтон Орієнт        | 1975/1976         | Другий дивізіон   | 34  | 8   |
| Лейтон Орієнт        | 1976/1977         | Другий дивізіон   | 24  | 6   |
| Лейтон Орієнт        | Разом             | Разом             | 75  | 15  |
| Вест Бромвіч Альбіон | 1976/1977         | Перший дивізіон   | 13  | 6   |
| Вест Бромвіч Альбіон | 1977/1978         | Перший дивізіон   | 33  | 6   |
| Вест Бромвіч Альбіон | 1978/1979         | Перший дивізіон   | 40  | 9   |
| Вест Бромвіч Альбіон | Разом             | Разом             | 86  | 21  |
| Реал Мадрид          | 1979/1980         | Прімера           | 29  | 8   |
| Реал Мадрид          | 1980/1981         | Прімера           | 12  | 5   |
| Реал Мадрид          | 1981/1982         | Прімера           | 3   | 0   |
| Реал Мадрид          | 1982/1983         | Прімера           | 0   | 0   |
| Реал Мадрид          | Разом             | Разом             | 44  | 13  |
| Манчестер Юнайтед    | 1982/1983         | Перший дивізіон   | 5   | 1   |
| Спортінг Хіхон       | 1983/1984         | Прімера           | 30  | 3   |
| Марсель              | 1984/1985         | Дивізіон 1        | 30  | 8   |
| Лестер Сіті          | 1985/1986         | Перший дивізіон   | 15  | 0   |
| Райо Вальєкано       | 1986/1987         | Сегунда           | 37  | 3   |
| Шарлеруа             | 1987/1988         | Дивізіон 1        | 1   | 0   |
| Вімблдон             | 1987/1988         | Перший дивізіон   | 6   | 2   |
| Райо Вальєкано       | 1988/1989         | Сегунда           | 19  | 1   |
| Всього за кар'єру    | Всього за кар'єру | Всього за кар'єру | 348 | 67  |

## Титули і досягнення
- Чемпіон Іспанії (1):

«Реал Мадрид»: 1979–80
- Володар Кубка Іспанії (2):

«Реал Мадрид»: 1979–80, 1981–82
- Володар Кубка Англії (1):

«Вімблдон»: 1987–88